# Albuca steudneri
Albuca steudneri är en sparrisväxtart som beskrevs av Georg August Schweinfurth och Adolf Engler. Albuca steudneri ingår i släktet Albuca och familjen sparrisväxter.
Artens utbredningsområde är Sudan. Inga underarter finns listade i Catalogue of Life.